# Hr.Ms. Eveline (1940)
De Hr.Ms. Eveline (FY 1756) was een Nederlandse hulpmijnenveger. Het schip is gebouwd als IJM 115 door de Duitse scheepswerf G. Seebeck uit Geestemünde. Het schip wist na de overgave van Nederland in 1940 uit te wijken naar het Verenigd Koninkrijk. Nog datzelfde jaar werd het schip gevorderd door de Nederlandse marine en omgebouwd tot hulpmijnenveger. Het schip was verbonden aan de 66ste mijnenvegergroep te Milford Haven, andere schepen bij deze groep waren: Alma, Bergen en Ewald. Het schip ging verloren naar een aanvaring met de Britse mijnenveger Shera op 27 januari 1942 in de baai van Milford Haven. Bij het ongeluk kwam één bemanningslid van de Eveline om het leven.